# Àmon Hen
Àmon Hen és un turó fictici que forma part del món creat per l'escriptor britànic J.R.R. Tolkien en la seva famosa novel·la El Senyor dels Anells. És escenari de part dels fets narrats a La Germandat de l'Anell, el primer dels tres volums en què va dividir-se l'obra en ser publicada.

## Etimologia i significat del nom
En llengua sindarin significa Turó de l'Ull o Turó de la vista.

## Geografia fictícia[calcitació]
Àmon-Hen és el turó que es troba al marge dret (vora occidental) del gran riu Ànduin, al sud del llac Nen Hithoel, que s'obre sobre l'Ànduin al sud de la porta de Góndor, que marquen els Argonath. Pertany al grup de turons grisos d'Emyn Muil, i amb Àmon-Lhaw i Tol Bràndir, les tres restes d'un pretèrit risc continu que tancava pel sud el Nen Hithoel abans de ser vençut per l'erosió de l'Ànduin. Hi ha un antic post de guàrdia de Góndor, i al capdamunt es troba el Sitial de la Vista, un tron de pedra construït pels reis de Góndor des d'on qui s'hi asseu pot veure kilòmetres al voltant seu, i mantenir-se en relació amb el Sitial de l'Oïda a Àmon-Lhaw, a l'altre costat del riu. Als peus s'hi estén el prat de Parth galen i a la vora de l'Ànduin un escar. Des del capdamunt del turó pot sentir-se la remor eterna dels Raures.

## Història fictícia
En aquest pujol va tenir lloc l'atac dels uruk-hai a la Germandat, on va morir en Bóromir en intentar salvar els hòbbits Merry i Pippin.